# خانقاه گیلوان
خانقاه گیلوان روستایی در دهستان شال بخش شاهرود شهرستان خلخال در استان اردبیل است. گیلوان ۱۱۲ نفر جمعیت دارد.